# (2265) Verbaandert
(2265) Verbaandert es un asteroide perteneciente al cinturón de asteroides, descubierto el 17 de febrero de 1950 por Sylvain Julien Victor Arend desde el Real Observatorio de Bélgica, Uccle.

## Designación y nombre
Designado provisionalmente como 1950 DB. Fue nombrado Verbaandert en honor al astrónomo belga Jean Verbaandert.